# Cavaletti

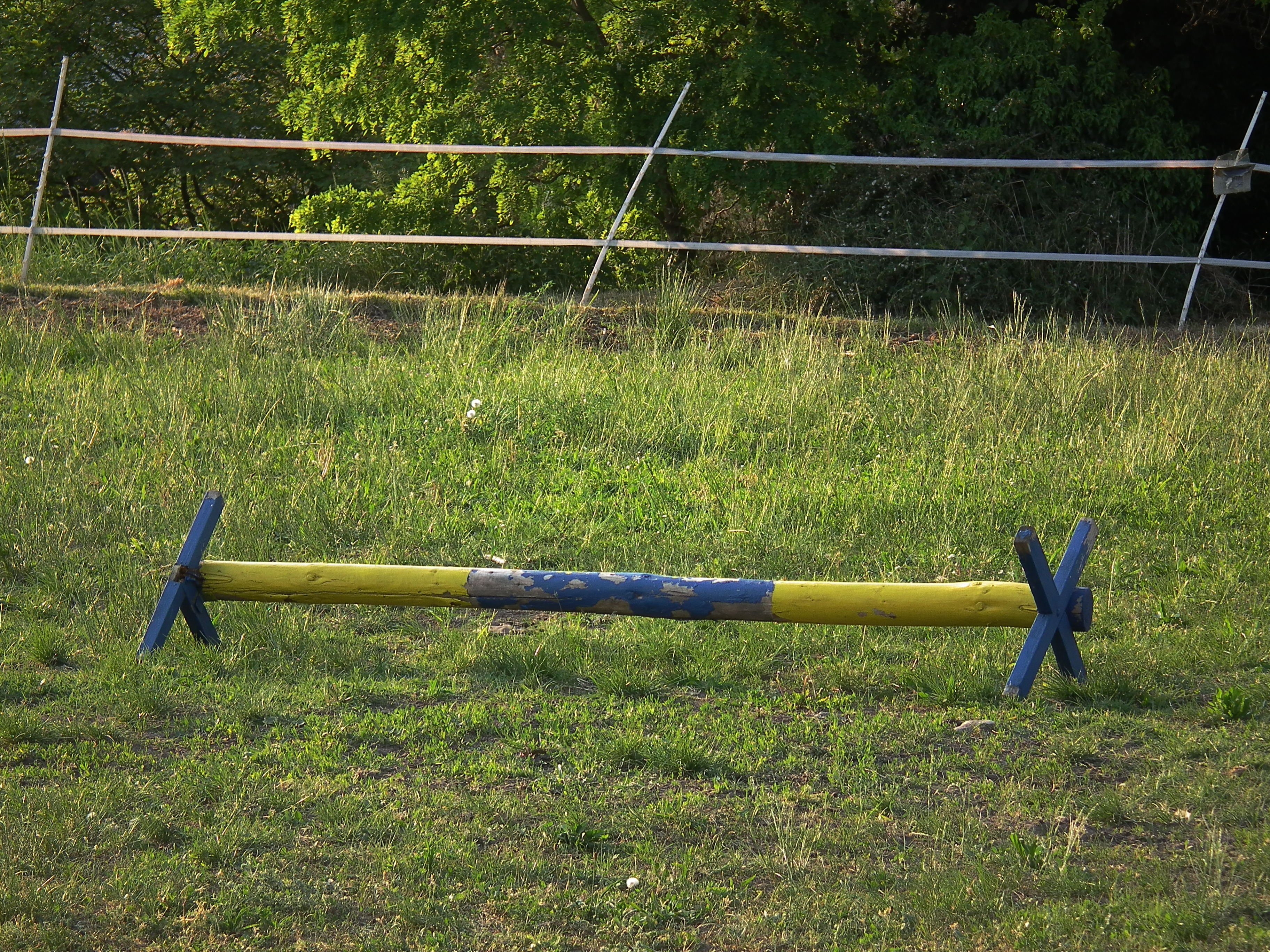
Un unique cavaletti (ou cavaletto), de hauteur intermédiaire.

Les cavaletti sont de petits obstacles posés au sol ou peu élevés, utilisés pour le dressage de base du cheval, en particulier pour le saut d'obstacles.